# Belarussische Badminton-Juniorenmeisterschaft
Belarussische Juniorenmeisterschaften im Badminton starteten nach dem Zerfall der Sowjetunion 1992. Internationale Titelkämpfe von Belarus gibt es noch nicht. Titelkämpfe der Erwachsenen werden ebenfalls seit 1992 ausgetragen.

## Titelträger
| Saison    | Herreneinzel               | Dameneinzel              | Herrendoppel                             | Damendoppel                                    | Mixed                                        |
| --------- | -------------------------- | ------------------------ | ---------------------------------------- | ---------------------------------------------- | -------------------------------------------- |
| 1992      | Oleg Evgrafov              | Natalia Kalujnaia        | Oleg Evgrafov Vitalii Masuk              | Svetlana Kapelian Valentina Metlitzkaia        | Oleg Evstafiev Svetlana Kapelian             |
| 1993      | Andrey Maluotin            | Irina Gourina            | Andrey Maluotin Maksim Makarenko         | Olesia Dikan Maria Kizil                       | Andrey Maloutin Olesia Dikan                 |
| 1994      | Andrey Astafiev            | Irina Gourina            | Andrey Astafiev Valentin Mishenko        | Irina Gourina Dina Greenshtein                 | Vitalii Zinchuk Irina Gourina                |
| 1995      | Andrey Maluotin            | Irina Gourina            | Vitalii Zenchuk Alexandr Borodavkin      | Irina Gourina Dina Greenshtein                 | Andrey Maloutin Maria Kizil                  |
| 1996      | Maksim Makarenko           | Irina Gourina            | Andrey Konakh Dmitrii Autarev            | Irina Gourina Nadieżda Kostiuczyk              | Andrey Maloutin Maria Kizil                  |
| 1997      | Andrey Maluotin            | Maria Kizil              | Andrey Maloutin Yury Sakolin             | Irina Gourina Nadieżda Kostiuczyk              | Andrey Maloutin Maria Kizil                  |
| 1998      | Maksim Makarenko           | Nadieżda Kostiuczyk      | Andrey Konakh Dmitrii Butarev            | Nadieżda Kostiuczyk Hanna Hrankina             | Andrey Konakh Nadieżda Kostiuczyk            |
| 1999      | Andrei Razmakov            | Nadieżda Kostiuczyk      | Andrei Razmakov Maxim Shmakov            | Nadieżda Kostiuczyk Hanna Hrankina             | Maxim Konakh Nadieżda Kostiuczyk             |
| 2000      | Oleg Pashkovich            | Hanna Hrankina           | Andrei Razmakov Maxim Shmakov            | Olga Kostuchik Hanna Hrankina                  | Oleg Pashkovich Hanna Hrankina               |
| 2001      | Andrei Vaganov             | Alesia Zaitsava          | Oleg Pashkovich Evgenij Jakovchuk        | Alesia Zaitsava Olga Konon                     | Oleg Pashkovich Alesia Zaitsava              |
| 2002      | Evgenij Jakovchuk          | Alesia Zaitsava          | Evgenij Jakovchuk Aleksei Konakh         | Olga Konon Alesia Zaitsava                     | Evgenij Jakovchuk Olga Konon                 |
| 2003      | Evgenij Jakovchuk          | Anna Miroshnik           | Evgenij Jakovchuk Aleksei Konakh         | Anna Miroshnik Elena Havriliuk                 | Evgenij Jakovchuk Elena Havriliuk            |
| 2004      | Aleksandr Manko            | Svetlana Petrova         | Aleksei Konakh Aleksandr Manko           | Svetlana Petrova Elena Sereda                  | Aleksandr Manko Anastasia Petrova            |
| 2005      | Aleksei Konakh             | Olga Petrova             | Aleksei Konakh Aleksandr Manko           | Olga Konon Elena Sereda                        | Pavel Voloshin Olga Konon                    |
| 2006      | Vitali Ziazulia            | Anastasia Petrova        | Pavel Kyrilo Aleksei Voloshin            | Svetlana Petrova Anastasia Petrova             | Pavel Kyrilo Svetlana Petrova                |
| 2007      | Aleksei Voloshin           | Anastasiya Petrova       | Pavel Kyrilo Aliaksei Voloshin           | Svetlana Petrova Anastasia Petrova             | Aliaksei Voloshin Anastasiya Petrova         |
| 2008      | Pavel Kyrilo               | Anastasiya Cherniavskaya | Pavel Kyrilo Igar Birukov                | Victoryia Varabyova Yulia Liavitskaya          | Pavel Kyrilo Elena Lukashevich               |
| 2009      | Pavel Kyrilo               | Victoryia Varabyova      | Ryhor Varabyou Vitali Ziazulia           | Victoryia Varabyova Yulia Liavitskaya          | Rygor Varabyov Viktoriia Vorobeva            |
| 2010      | Rygor Varabyov             | Viktoriia Vorobeva       | Igar Birukov Oleg Mezian                 | Viktoriia Vorobeva Yulia Liavitskaya           | Rygor Varabyov Viktoriia Vorobeva            |
| 2011      | Rygor Varabyov             | Viktoriia Vorobeva       | Vladzislav Kushnir Dzmitry Saidakou      | Viktoriia Vorobeva Elena Lukashevich           | Rygor Varabyov Viktoriia Vorobeva            |
| 2012      | Vladzislav Kushnir         | Elena Lukashevich        | Vladzislav Kushnir Dzmitry Saidakou      | Elena Lukashevich Sviatlana Ligatsyk           | Dzmitry Saidakou Elena Lukashevich           |
| 2013      | Uladzislau Naumau          | Ekaterina Chyprinenko    | Uladzislau Naumau Hennadii Karabun       | Victoria Ivanova Sviatlana Ligatsyk            | Uladzislau Naumau Daria Scherbinskaya        |
| 2014      | Dmitri Kyzmitski           | Julia Bitsoukova         | Dmitri Kyzmitski Pavel Shygaev           | Katsiaryna Zablotskaya Julia Bitsoukova        | Dmitri Kyzmitski Sviatlana Ligatsyk          |
| 2015      | Andrey Kravchanka          | Julia Bitsoukova         | Dmitri Kyzmitski Pavel Shygaev           | Julia Boiarovskaya Maryana Verbitskaya         | Dmitri Kyzmitski Yliana Zaxarova             |
| 2016      | Dmitri Kyzmitski           | Julia Bitsoukova         | Dmitri Kyzmitski Vlad Zhilyanin          | Julia Boiarovskaya Maryana Verbitskaya         | Dmitri Kyzmitski Maryana Verbitskaya         |
| 2017      | Ilya Larushyn              | Maryana Verbitskaya      | Andrey Kravchanka Alexandr Rakipov       | Julia Bitsoukova Maryana Verbitskaya           | Ilya Larushyn Ulyana Zakharava               |
| 2018      | Dmitri Kyzmitski           | Julia Bitsoukova         | Ilya Larushyn Dmitri Kyzmitski           | Julia Bitsoukova Yelizaveta Kaminskaya         | Dmitri Kyzmitski Ulyana Zakharava            |
| 2019      | Ilya Larushyn              | Veranika Tarusava        | Ilya Larushyn Alaksei Kniazeu            | Hanna Bandarenka Yelizaveta Kaminskaya         | Aliaksandr Aliaksandrovich Veranika Tarusava |
| 2020      | Ilya Larushyn              | Marina Janbaeva          | Ilya Dubikouskiy Hleb Shvydkou           | Aliaksandra Vasileuskaya Yelizaveta Kaminskaya | Ilya Larushyn Marina Janbaeva                |
| 2021      | Aliaksandr Aliaksandrovich | Sofiya Yanouskaya        | Ilya Dubikouskiy Hleb Shvydkou           | Polina Karmalys Marina Yanbayeva               | Hleb Shvydkou Marina Janbaeva                |
| 2022      | Illia Dubikouski           | Sofiya Yanouskaya        | Aliaksandr Aliaksandrovich Hleb Shvydkou | Polina Karmalys Sofiya Yanouskaya              | Hleb Shvydkou Aliaksandra Vasileuskaya       |
| 2023/2024 | Mikhail Makarov            | Sofiya Yanouskaya        | Dmitri Kashin Hleb Shvydkou              | Polina Karmalys Sofiya Yanouskaya              | Aliaksei Kupratsevich Sofiya Yanouskaya      |
| 2024/2025 | Mikhail Makarov            | Sofiya Yanouskaya        | Dmitri Chepurnoy Sviatoslav Sologub      | Anastais Kichaeva Sofiya Yanouskaya            | Mikhail Makarov Arina Tuicyk                 |